# Чорні землі
Чорні землі — земельні наділи чорносошних селян й тяглого міського населення у Московській державі (Московському князівстві й царстві) XIV—XVII сторіч.
В історичних джерелах чорні землі протиставляються білим землям, що перебували у володінні феодалів й церкви. Чорні землі обкладалися податками на користь князя чи державної скарбниці (казни), тобто царя, на відміну від білих земель, що податками не обкладалися. Смерди лише користувалися чорними землями, й з початку XVIII сторіччя чорні землі стали називатися казенними, оскільки власником їх після реформ Петра I стала держава.
У Московській державі існувало управління земельними оброковими статтями, тобто казенними землями — або у вигляді здачі в оренду — короткострокову або довгострокову, або у вигляді господарського управління. У Російській імперії 57 % загальної площі лісів належало казні.